# دانیلا پولیدو
دانیلا پولیدو (انگلیسی: Daniela Pulido؛ زادهٔ ۲۹ آوریل ۲۰۰۰) بازیکن فوتبال اهل مکزیک است.